# حسین آلتین‌تاش
حسین آلتین‌تاش (انگلیسی: Hüseyin Altıntaş؛ زادهٔ ۱۱ سپتامبر ۱۹۹۴) بازیکن فوتبال اهل ترکیه است.
از باشگاه‌هایی که در آن بازی کرده‌است می‌توان به باشگاه فوتبال دنیزلی اسپور اشاره کرد.